# Briefmarken-Jahrgang 1974 der Deutschen Post der DDR
Der Briefmarken-Jahrgang 1974 der Deutschen Post der Deutschen Demokratischen Republik umfasste 81 einzelne Sondermarken, zwei Briefmarkenblocks mit jeweils einer Sondermarke und zwei Kleinbogen mit zusammen 10 Sondermarken. Sechs Briefmarken wurden zusammenhängend gedruckt. In diesem Jahr wurden sechs Dauermarken ausgegeben. Insgesamt erschienen 105 Motive.
Alle Briefmarken-Ausgaben seit 1964 sowie die 2-Mark-Werte der Dauermarkenserie Präsident Wilhelm Pieck und die bereits seit 1961 erschienene Dauermarkenserie Staatsratsvorsitzender Walter Ulbricht waren ursprünglich unbegrenzt frankaturgültig. Mit der Wiedervereinigung verloren alle Marken nach dem 2. Oktober 1990 ihre Gültigkeit.

## Liste der Ausgaben und Motive
Legende
- Bild: Eine bearbeitete Abbildung der genannten Marke. Das Verhältnis der Größe der Briefmarken zueinander ist in diesem Artikel annähernd maßstabsgerecht dargestellt. Sollten keine Marken abgebildet sein, liegt es daran, dass das Urheberrecht des Künstlers noch nicht erloschen ist.
- Beschreibung: Eine Kurzbeschreibung des Motivs und/oder des Ausgabegrundes. Bei ausgegebenen Serien oder Blocks werden die zusammengehörigen Beschreibungen mit einer Markierung versehen eingerückt.
- Wert: Der Frankaturwert der einzelnen Marke in Pfennig. Ein „+“ bedeutet, dass es sich um eine Zuschlagsmarke handelt (= Frankaturwert + Spende).
- Ausgabedatum: Das Datum des erstmaligen Verkaufs dieser Briefmarke.
- Auflage: Soweit bekannt, wird hier die zum Verkauf angebotene Anzahl dieser Ausgabe angegeben.
- Entwurf: Soweit bekannt, wird hier angegeben, von wem der Entwurf dieser Marke stammt.
- Mi.-Nr.: Diese Briefmarke wird im Michel-Katalog unter der entsprechenden Nummer gelistet.

| Sondermarken | |      |                       |            |                                 |         |
| Bild         | Beschreibung | Wert | Ausgabe- datum (1974) | Auflage    | Entwurf                         | Mi.-Nr. |
|              | Persönlichkeiten der deutschen Arbeiterbewegung (II) - Edwin Hoernle (1883–1952), Mitbegründer des NKFD | 10   | 8. Januar             | 10.000.000 | Gerhard Stauf                   | 1907    |
|              | - Etkar André (1894–1936), Mitbegründer des Roten Frontkämpferbundes, NS-Opfer | 10   | 8. Januar             | 10.000.000 | Gerhard Stauf                   | 1908    |
|              | - Paul Merker (1894–1969) | 10   | 8. Januar             | 10.000.000 | Gerhard Stauf                   | 1909    |
|              | - Hermann Duncker (1874–1960) | 10   | 8. Januar             | 10.000.000 | Gerhard Stauf                   | 1910    |
|              | - Fritz Heckert (1884–1936) | 10   | 8. Januar             | 10.000.000 | Gerhard Stauf                   | 1911    |
|              | - Otto Grotewohl (1894–1964), erster Ministerpräsident der DDR | 10   | 8. Januar             | 10.000.000 | Gerhard Stauf                   | 1912    |
|              | - Wilhelm Florin (1894–1944) | 10   | 8. Januar             | 10.000.000 | Gerhard Stauf                   | 1913    |
|              | - Georg Handke (1894–1962), DDR-Außenhandelsminister | 10   | 8. Januar             | 10.000.000 | Gerhard Stauf                   | 1914    |
|              | - Rudolf Breitscheid (1874–1944) | 10   | 9. Juli               | 10.000.000 | Gerhard Stauf                   | 1915    |
|              | - Kurt Bürger (1894–1951), Ministerpräsident von Mecklenburg | 10   | 9. Juli               | 10.000.000 | Gerhard Stauf                   | 1916    |
|              | - Carl Moltmann (1884–1960) | 10   | 9. Juli               | 10.000.000 | Gerhard Stauf                   | 1917    |
|              | 25 Jahre Rat für gegenseitige Wirtschaftshilfe (RGW) Sinnbildliche Darstellung mit Flaggen der Mitgliedsländer | 20   | 22. Januar            | 8.100.000  | Joachim Rieß                    | 1918    |
|              | 1. Todestag von Pablo Neruda Pablo Neruda (1904–1973), Chilenischer Lyriker | 20   | 22. Januar            | 5.000.000  | Hans Detlefsen                  | 1921    |
|              | Kakteen (II) Kugelkaktus (Echinopsis multiplex) | 5    | 12. Februar           | 6.000.000  | Manfred Gottschall              | 1922    |
|              | Kugelkaktus (Lobivia haageana) | 10   | 12. Februar           | 20.000.000 | Manfred Gottschall              | 1923    |
|              | Igelkaktus (Parodia sanguiniflora) | 15   | 12. Februar           | 2.000.000  | Manfred Gottschall              | 1924    |
|              | Igelkaktus (Gymnocalycium monvillei) | 20   | 12. Februar           | 16.000.000 | Manfred Gottschall              | 1925    |
|              | Igelkaktus (Neoporteria rapifera) | 25   | 12. Februar           | 5.000.000  | Manfred Gottschall              | 1926    |
|              | Igelkaktus (Notocactus concinnus) | 35   | 12. Februar           | 5.000.000  | Manfred Gottschall              | 1927    |
|              | Hallenhandball-Weltmeisterschaft der Männer Die folgenden drei Marken wurden als Zusammendruck ausgegeben: - Torwurf | 5    | 26. Februar           | 3.600.000  | Joachim Rieß                    | 1928    |
|              | - Abwehr | 10   | 26. Februar           | 3.600.000  | Joachim Rieß                    | 1929    |
|              | - Torhüter | 35   | 26. Februar           | 3.600.000  | Joachim Rieß                    | 1930    |
|              | Leipziger Frühjahrsmesse - Gleichspannungs-Prüfanlage für Hochspannungen bis 2000 kV | 10   | 5. März               | 8.000.000  | Paul Reißmüller                 | 1931    |
|              | - Datenverarbeitungsanlage Robotron „EC 2040“ (Zentraleinheit) | 25   | 5. März               | 5.000.000  | Hans Detlefsen                  | 1932    |
|              | Europäische Giftpilze - Riesenrötling (Rhodophyllus sinuatus) | 5    | 19. März              | 10.000.000 | Fritz Deutschendorf             | 1933    |
|              | - Satanspilz (Boletus satanas) | 10   | 19. März              | 15.000.000 | Fritz Deutschendorf             | 1934    |
|              | - Pantherpilz (Amanita pantherina) | 15   | 19. März              | 5.000.000  | Fritz Deutschendorf             | 1935    |
|              | - Roter Fliegenpilz (Amanita muscaria) | 20   | 19. März              | 12.000.000 | Fritz Deutschendorf             | 1936    |
|              | - Frühjahrslorchel (Gyromitra esculenta) | 25   | 19. März              | 6.000.000  | Fritz Deutschendorf             | 1937    |
|              | - Ziegelroter Risspilz (Inocybe patouillardii) | 30   | 19. März              | 4.000.000  | Fritz Deutschendorf             | 1938    |
|              | - Grüner Knollenblätterpilz (Amanita phalloides) | 35   | 19. März              | 6.000.000  | Fritz Deutschendorf             | 1939    |
|              | - Feldtrichterling (Clitocybe dealbata) | 40   | 19. März              | 2.000.000  | Fritz Deutschendorf             | 1940    |
|              | Bedeutende Persönlichkeiten (II) - Gustav Robert Kirchhoff (1824–1887), Physiker | 5    | 26. März              | 7.000.000  | Gerhard Stauf                   | 1941    |
|              | - Immanuel Kant (1724–1804), Philosoph | 10   | 26. März              | 7.000.000  | Gerhard Stauf                   | 1942    |
|              | - Ehm Welk (1884–1966), Schriftsteller | 20   | 26. März              | 10.000.000 | Gerhard Stauf                   | 1943    |
|              | - Johann Gottfried von Herder (1744–1803), Schriftsteller, Philosoph und Theologe | 25   | 26. März              | 5.000.000  | Gerhard Stauf                   | 1944    |
|              | - Lion Feuchtwanger (1884–1958), Schriftsteller | 35   | 26. März              | 2.000.000  | Gerhard Stauf                   | 1945    |
|              | 25. Jahrestag des ersten Weltfriedenskongresses, Paris Erdkugel mit dem Wort Frieden in 5 Sprachen | 35   | 16. April             | 3.600.000  | Hans Detlefsen                  | 1946    |
|              | 25 Jahre DDR - Motive aus dem gesellschaftlichen Leben | 10   | 30. April             | 6.000.000  | Hans Detlefsen                  | 1949    |
|              | - Motive aus dem gesellschaftlichen Leben | 20   | 30. April             | 5.100.000  | Hans Detlefsen                  | 1950    |
|              | - Motive aus dem gesellschaftlichen Leben | 25   | 30. April             | 4.500.000  | Hans Detlefsen                  | 1951    |
|              | - Motive aus dem gesellschaftlichen Leben | 35   | 30. April             | 3.600.000  | Hans Detlefsen                  | 1952    |
|              | Leuchttürme - Buk (erbaut 1878) | 10   | 7. Mai                | 15.000.000 | Jochen Bertholdt                | 1953    |
|              | - Warnemünde (erbaut 1898) | 15   | 7. Mai                | 5.000.000  | Jochen Bertholdt                | 1954    |
|              | - Darßer Ort (erbaut 1848) | 20   | 7. Mai                | 12.000.000 | Jochen Bertholdt                | 1955    |
|              | - Arkona (erbaut 1827 und 1902) | 35   | 7. Mai                | 5.000.000  | Jochen Bertholdt                | 1956    |
|              | - Greifswalder Oie (erbaut 1855) | 40   | 7. Mai                | 2.000.000  | Jochen Bertholdt                | 1957    |
|              | 200. Geburtstag von Caspar David Friedrich - Zwei Männer in Betrachtung des Mondes | 10   | 21. Mai               | 15.000.000 | Horst Naumann                   | 1958    |
|              | - Die Lebensstufen | 20   | 21. Mai               | 12.000.000 | Horst Naumann                   | 1959    |
|              | - Das große Gehege bei Dresden | 25   | 21. Mai               | 3.500.000  | Horst Naumann                   | 1960    |
|              | - Ausblick ins Elbtal | 35   | 21. Mai               | 4.500.000  | Horst Naumann                   | 1961    |
|              | Diese Marke wurde als Briefmarkenblock ausgegeben: - Selbstbildnis | 70   | 21. Mai               | 2.200.000  | Joachim Rieß                    | 1962    |
|              | Plauener Spitze (II) - Verschiedene Muster | 10   | 11. Juni              | 15.000.000 | Manfred Gottschall              | 1963    |
|              | - Verschiedene Muster | 20   | 11. Juni              | 12.000.000 | Manfred Gottschall              | 1964    |
|              | - Verschiedene Muster | 25   | 11. Juni              | 2.000.000  | Manfred Gottschall              | 1965    |
|              | - Verschiedene Muster | 35   | 11. Juni              | 5.000.000  | Manfred Gottschall              | 1966    |
|              | Internationaler Kongreß für Pferdezucht der sozialistischen Staaten, Berlin - Edles Warmblut; Springreiten | 10   | 13. August            | 10.000.000 | Horst Naumann                   | 1969    |
|              | - Traber; Trabrennen | 20   | 13. August            | 8.000.000  | Horst Naumann                   | 1970    |
|              | - Haflinger | 25   | 13. August            | 2.000.000  | Horst Naumann                   | 1971    |
|              | - Englisches Vollblut; Galopprennen | 35   | 13. August            | 3.500.000  | Horst Naumann                   | 1972    |
|              | Leipziger Herbstmesse - Eisenbahndrehkran „EDK 2000“ | 10   | 27. August            | 7.000.000  | Paul Reißmüller                 | 1973    |
|              | - Rübenrodelader „KS-6“ | 25   | 27. August            | 5.000.000  | Paul Reißmüller                 | 1974    |
|              | Schlossmuseum Arnstadt, Puppenstadt: Mon plaisir - Porzellan- und Spiegelkabinett | 5    | 10. September         | 6.000.000  | Manfred Gottschall              | 1975    |
|              | - Ausrufer einer Schaubude | 10   | 10. September         | 12.000.000 | Manfred Gottschall              | 1976    |
|              | - Weinprobe im Hofkeller | 15   | 10. September         | 4.000.000  | Manfred Gottschall              | 1977    |
|              | - Böttgermeister und Geselle | 20   | 10. September         | 10.000.000 | Manfred Gottschall              | 1978    |
|              | - Dudelsackspieler (Bärentanz) | 25   | 10. September         | 2.000.000  | Manfred Gottschall              | 1979    |
|              | - Fleischermeisterin und Bettlerin | 35   | 10. September         | 4.000.000  | Manfred Gottschall              | 1980    |
|              | Internationale Mahn- und Gedenkstätten - Mahnmal in den Ardeatinischen Höhlen bei Rom Massaker in den Ardeatinischen Höhlen | 35   | 24. September         | 3.000.000  | Hans Detlefsen                  | 1981    |
|              | - Nationales Monument zum Gedenken der Helden der Résistance bei Châteaubriant, Frankreich Erschießung von 27 Geiseln | 35   | 24. September         | 3.500.000  | Hans Detlefsen                  | 1982    |
|              | 25 Jahre DDR Diese Marke wurde als Briefmarkenblock ausgegeben: Familie, Neubauten, Staatswappen | 1 M  | 3. Oktober            | 2.000.000  | Hans Detlefsen                  | 1983    |
|              | 100 Jahre Weltpostverein (UPU) - Modernes Frachtschiff und alter Raddampfer | 10   | 9. Oktober            | 15.000.000 | Manfred Gottschall              | 1984    |
|              | - Diesellokomotive und historische Lokomotive | 20   | 9. Oktober            | 12.000.000 | Manfred Gottschall              | 1985    |
|              | - Düsenflugzeug und Kolbenmotorflugzeug | 25   | 9. Oktober            | 3.500.000  | Manfred Gottschall              | 1986    |
|              | - Postauto (IFA W50) und Postkutsche | 35   | 9. Oktober            | 2.000.000  | Manfred Gottschall              | 1987    |
|              | Tag der Philatelisten; Briefmarkenausstellung der DDR 1974 Details aus einem plastischen Ensemble in Chemnitz nach den Lobgedichten Bertolt Brechts Die folgenden drei Marken wurden als Zusammendruck ausgegeben: - Reliefausschnitt von Eberhard Rossdeutscher | 10+5 | 24. Oktober           | 2.550.000  | Manfred Gottschall              | 1988    |
|              | - Reliefausschnitt von Jo Jastram | 20   | 24. Oktober           | 2.550.000  | Manfred Gottschall              | 1989    |
|              | - Reliefausschnitt von Martin Wetzel | 25   | 24. Oktober           | 2.550.000  | Manfred Gottschall              | 1990    |
|              | Zeichnungen Junger Pioniere Die folgenden vier Marken wurden als Kleinbogen ausgegeben: - Über allem strahlt die Sonne; von Gabriele Mlosch (9 Jahre) | 20   | 26. November          | 2.500.000  | Hans Detlefsen                  | 1991    |
|              | - Carsten, bester Schwimmer der Klasse; von Michael Kluge (10 Jahre) | 20   | 26. November          | 2.500.000  | Hans Detlefsen                  | 1992    |
|              | - Mein Freund Sascha; von Birk Ozminski (9 Jahre) | 20   | 26. November          | 2.500.000  | Hans Detlefsen                  | 1993    |
|              | - Ich an der Wandtafel; von Petra Westphal (7 Jahre) | 20   | 26. November          | 2.500.000  | Hans Detlefsen                  | 1994    |
|              | Märchen (IX), Zwitscher hin und zwitscher her Russisches Volks-Wintermärchen, überarbeitet von Alexei Tolstoi Diese und die folgenden fünf Marken wurden zusammen als Kleinbogen ausgegeben: - Szene aus dem Märchen                                             | 10   | 3. Dezember           | 2.000.000  | Erika Bläser und Gerhard Bläser | 1995    |
|              | - Szene aus dem Märchen | 15   | 3. Dezember           | 2.000.000  | Erika Bläser und Gerhard Bläser | 1996    |
|              | - Szene aus dem Märchen | 20   | 3. Dezember           | 2.000.000  | Erika Bläser und Gerhard Bläser | 1997    |
|              | - Szene aus dem Märchen | 30   | 3. Dezember           | 2.000.000  | Erika Bläser und Gerhard Bläser | 1998    |
|              | - Szene aus dem Märchen | 35   | 3. Dezember           | 2.000.000  | Erika Bläser und Gerhard Bläser | 1999    |
|              | - Szene aus dem Märchen | 40   | 3. Dezember           | 2.000.000  | Erika Bläser und Gerhard Bläser | 2000    |
|              | Staatliche Museen Berlin; Gemälde - Stilleben mit Sonnenblumen und Quitten; Ronald Paris (1933–2021) | 10   | 10. Dezember          | 8.000.000  | Horst Naumann                   | 2001    |
|              | - Sinnendes Mädchen; Wilhelm Lachnit (1899–1962) | 15   | 10. Dezember          | 5.000.000  | Horst Naumann                   | 2002    |
|              | - Fischerhaus in Vitte; Harald Hakenbeck (* 1926) | 20   | 10. Dezember          | 8.000.000  | Horst Naumann                   | 2003    |
|              | - Mädchenporträt in Rot; Rudolf Bergander (1909–1970) | 35   | 10. Dezember          | 3.500.000  | Horst Naumann                   | 2004    |
|              | - Meine Eltern III; Willi Sitte (1921–2013) | 70   | 10. Dezember          | 2.000.000  | Horst Naumann                   | 2005    |
|              | Minerale aus den Sammlungen der Bergakademie Freiberg (III) - Bandjaspis, Gnandstein (Sachsen) | 10   | 17. Dezember          | 15.000.000 | Lothar Grünewald                | 2006    |
|              | - Rauchquarz, Pechtelsgrün (Vogtland) | 15   | 17. Dezember          | 6.000.000  | Lothar Grünewald                | 2007    |
|              | - Topas, Schneckenstein (Vogtland) | 20   | 17. Dezember          | 12.000.000 | Lothar Grünewald                | 2008    |
|              | - Amethyst mit Quarz, Geyer (Erzgebirge) | 25   | 17. Dezember          | 3.500.000  | Lothar Grünewald                | 2009    |
|              | - Aquamarin, Irfersgrün (Vogtland) | 35   | 17. Dezember          | 3.500.000  | Lothar Grünewald                | 2010    |
|              | - Achat im Porphyr, Sankt Egidien (Sachsen) | 70   | 17. Dezember          | 2.000.000  | Lothar Grünewald                | 2011    |
| Dauermarken  | |      |                       |            |                                 |         |
| Bild         | Beschreibung | Wert | Ausgabe- datum (1974) | Auflage    | Entwurf                         | Mi.-Nr. |
|              | Aufbau in der DDR, Großformat (VI) - Kronentor des Dresdner Zwingers | 60   | 22. Januar            | unbekannt  | Manfred Gottschall              | 1919    |
|              | - Kröpeliner Tor und Haus Sonne, Rostock; Teepott und Leuchtturm, Warnemünde | 80   | 22. Januar            | unbekannt  | Manfred Gottschall              | 1920    |
|              | Aufbau in der DDR, Kleinformat (II) - Pelikan, Alfred-Brehm-Haus, Tierpark Berlin | 5    | 16. April             | unbekannt  | Manfred Gottschall              | 1947    |
|              | - Neue Wache, Berlin | 50   | 16. April             | unbekannt  | Manfred Gottschall              | 1948    |
|              | Aufbau in der DDR, Großformat (VII) - Staatswappen | 3 M  | 11. Juni              | unbekannt  | Manfred Gottschall              | 1967    |
|              | Aufbau in der DDR, Kleinformat (III) - Sowjetisches Ehrenmal, Berlin-Treptow | 1 M  | 9. Juli               | unbekannt  | Manfred Gottschall              | 1968    |

### Kleinbogen und Zusammendrucke
- Michel Blocknummer 40
- Michel Blocknummer 41